# プルコヴァ (小惑星)
プルコヴァ (762 Pulcova) は小惑星帯に位置する小惑星。ロシアの天文学者グリゴリー・ネウイミンがクリミア半島にあったシメイズ天文台で発見した。
サンクトペテルブルクの南に1839年に創設されたプルコヴォ天文台に因んで命名された。

## 衛星
2000年2月22日に、ハワイ島のマウナ・ケア山頂にあるカナダ・フランス・ハワイ望遠鏡によって、衛星が発見され、同年10月24日に公表された 。この衛星には仮符号 S/2000 (762) 1 が与えられたが、まだ正式な命名はされていない。直径は約 20 km で、半径約 810 km の軌道を 4日 ほどで周回している。